# Гетеросексуальность

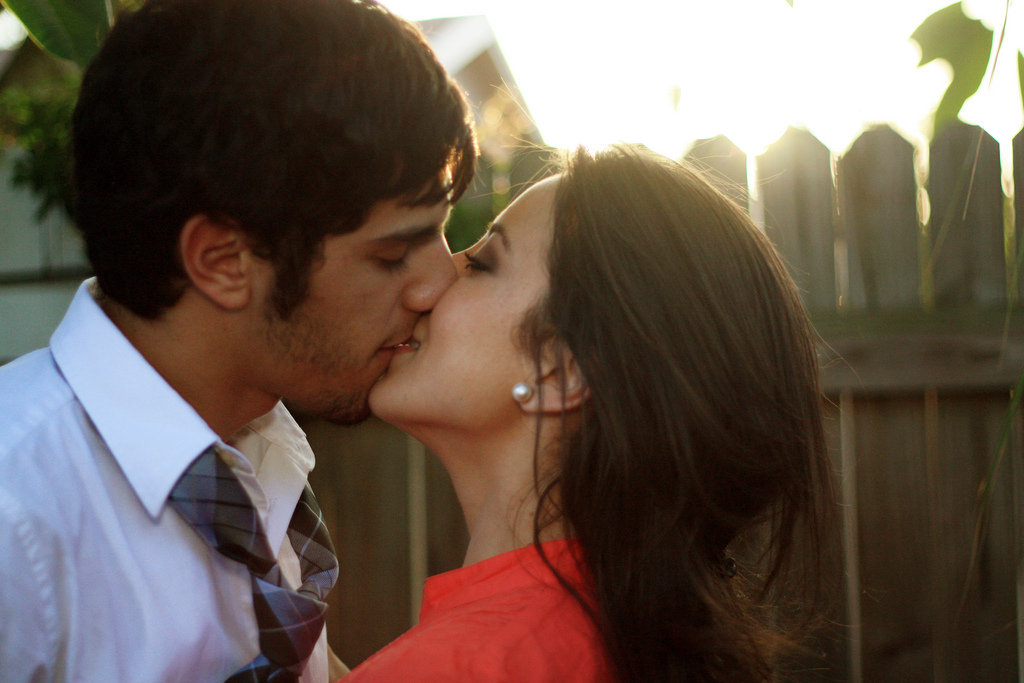
Гетеросексуальная пара

Гетеросексуа́льность (от др.-греч. ἕτερος — «другой», и лат. sexus — «пол») — романтическое или сексуальное влечение между людьми противоположного пола либо их сексуальное поведение.
Существуют и другие определения гетеросексуальности:
- эмоциональное, романтическое (платоническое), эротическое (чувственное) либо половое влечение к лицам противоположного пола[1];
- сексуальный интерес к лицам противоположного пола и эротическая направленность на них[2];
- эротическая направленность на объект противоположного пола[3];
- предпочтение сексуальных партнёров противоположного пола, направленность полового влечения человека к лицам противоположного пола[4].

Термин «гетеросексуальный» обычно применяется к людям, но гетеросексуальное поведение наблюдается у всех млекопитающих и других животных, так как это необходимо для полового размножения. В узком смысле слова термин «гетеросексуальность» употребляется для обозначения одной из сексуальных ориентаций.
В МКБ-10, составленной Всемирной организацией здравоохранения, гетеросексуальность, бисексуальность и гомосексуальность представлены как три основные категории сексуальной ориентации.
Гетеросексуальность свойственна большинству людей и двуполым животным.

Вариант символа для обозначения гетеросексуальности

## Основные понятия и термины
Впервые слово «sex» было использовано в английском языке в 1382 году при переводе Латинской Библии на английский язык. В этом знаменитом переводе, выполненном Джоном Уиклифом, текст из Книги Бытия 6:19, в котором речь идёт о Ноевом ковчеге, содержал фразу «the maal sex and femaal». Здесь слово «секс» употреблялось в значении «пол», «вид», «раса». До конца XVIII века слово «sex» в английском языке употреблялось в значении обособленной группы, в том числе секты, религиозной группы, партии, касты и т. д. Лишь в XVIII веке значение этого слова сужается до процесса полового размножения.
Современное использование термина «гетеросексуальный» уходит своими корнями в более широкую традицию таксономии личности XIX века. В начале XIX века появляется слово «сексуальность», которое включает уже не только физические, но и эмоциональные проявления. Термин «гетеросексуал» был введён наряду со словом «гомосексуал» Карлом Марией Кертбени в 1869 году. Эти термины не были в обращении в конце XIX века, но были вновь введены Рихардом фон Крафт-Эбингом и Альбертом Моллем приблизительно в 1890 году. Термин «гетеросексуальность» в близком к современному значении «влечение к противоположному полу» был впервые предложен Рихардом Крафт-Эбингом в книге «Половая психопатия» (1886). Крафт-Эбинг полагал, что гетеросексуальность является врождённым инстинктом, имеющим целью продолжение рода.
На рубеже XIX—XX веков термин употреблялся и в значениях, отличных от современного. Так, в 1892 году чикагский психиатр Джеймс Киернан обозначил этим словом психическое отклонение — «психический гермафродитизм».
Существительное вошло в более широкое употребление с начала 1920-х годов, но не вошло в общее употребление до 1960-х годов разговорное сокращение «гетеро» засвидетельствовано с 1933 года. Абстрактное существительное «гетеросексуальность» впервые зафиксировано в 1900 году. Слово «гетеросексуал» было включено в новый международный словарь Мерриама-Вебстера в 1923 году как медицинский термин для обозначения «болезненной сексуальной страсти к одному из противоположных полов». Однако в 1934 году во втором издании без сокращений оно определяется как «проявление сексуальной страсти к одному из противоположных полов, нормальная сексуальность».

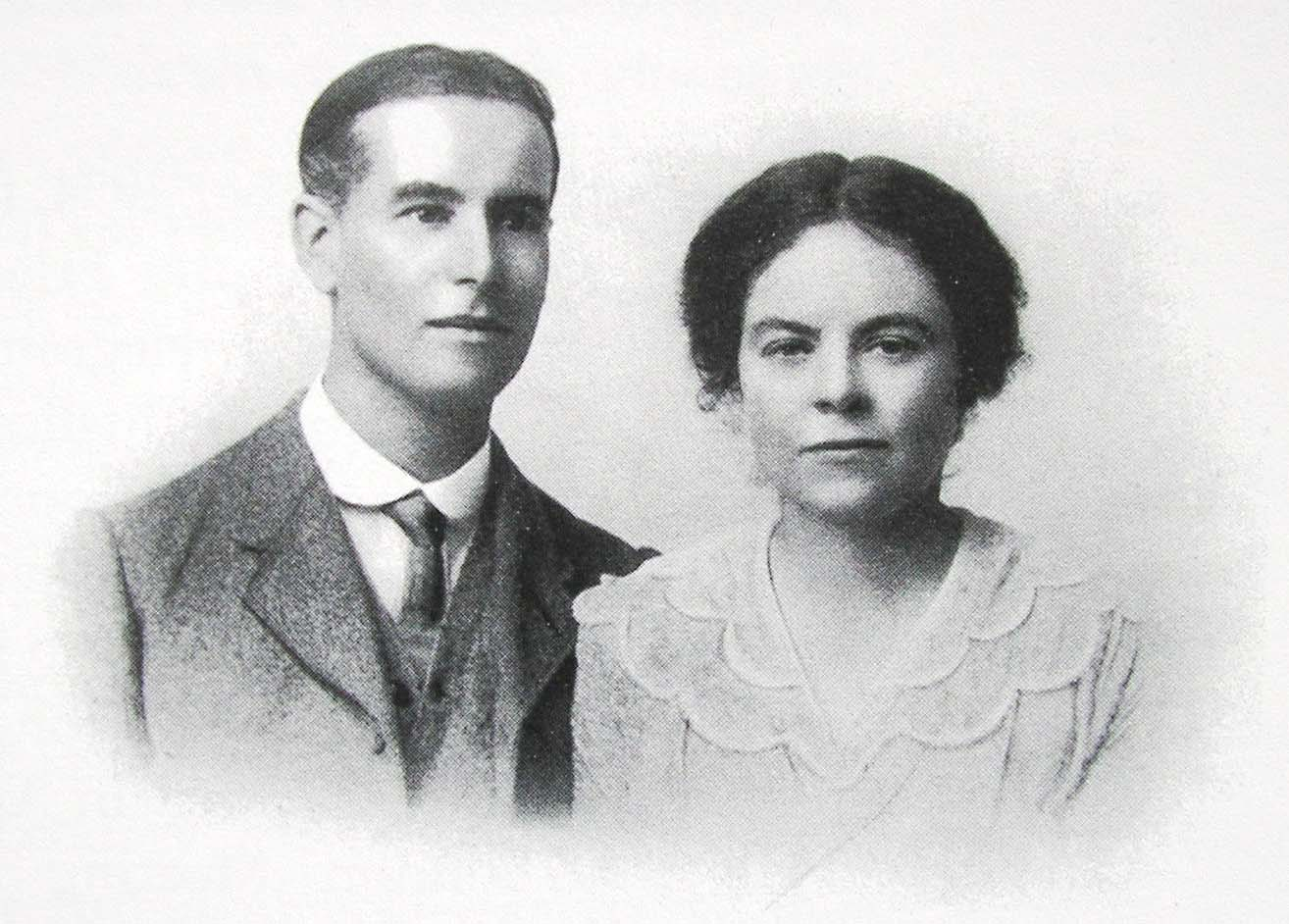
Гетеросексуальная пара

Флаг гетеросексуалов (вариант)

### Гетеросексуальность и гетеросексуальная ориентация
В узком смысле слова гетеросексуальность — это одна из трёх типичных сексуальных ориентаций, определяемая как эмоциональное, романтическое (платоническое), эротическое (чувственное) либо сексуальное влечение исключительно к лицам противоположного пола. Большинство специалистов двумя другими сексуальными ориентациями называют гомосексуальность и бисексуальность (некоторые исследователи также выделяют пансексуальность).

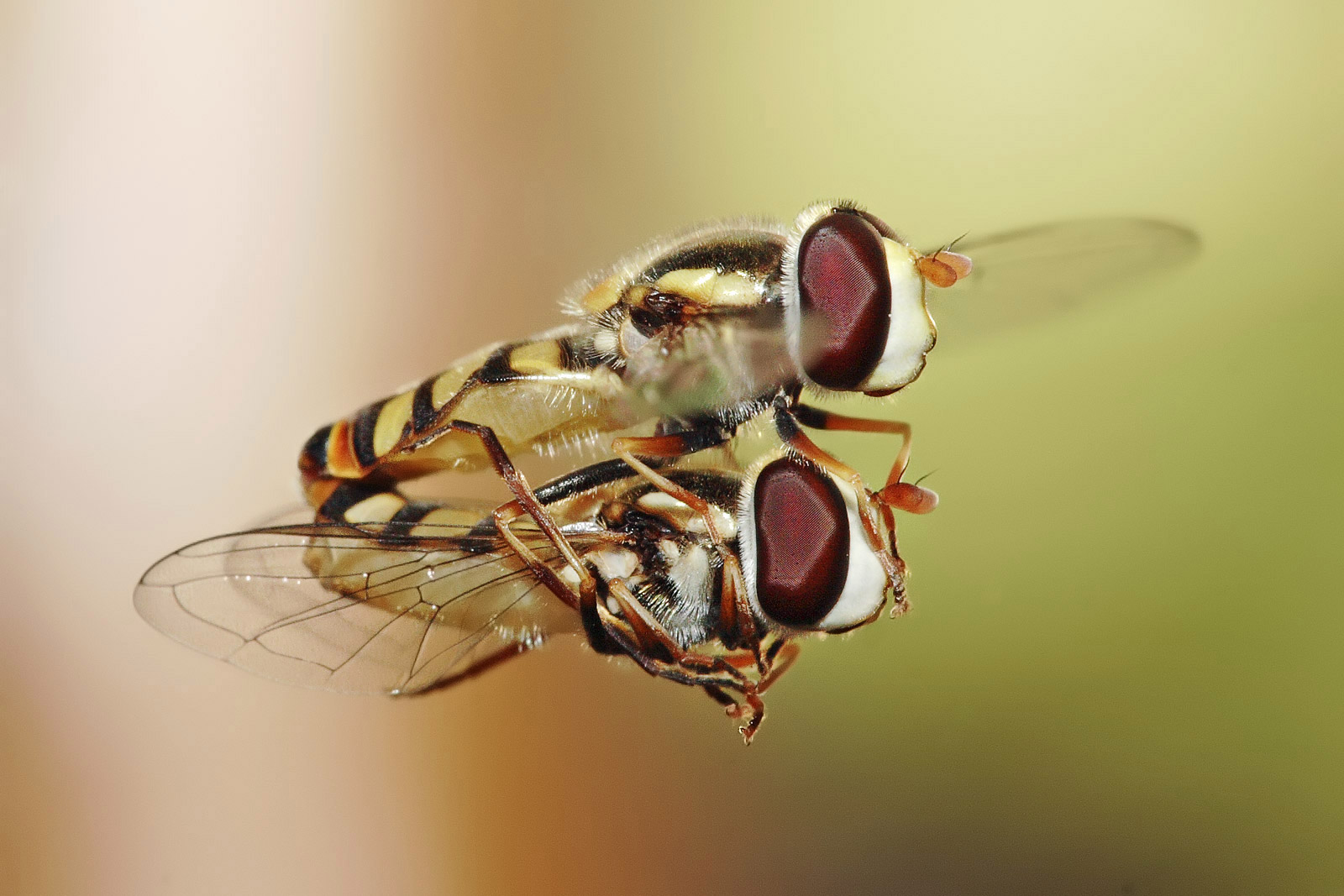
Журчалки спариваются в воздухе в полёте

Гетеросексуальная ориентация свойственна большинству населения земного шара.
Гетеросексуальность связана с продолжением рода: вагинальный секс биологически направлен на зачатие.
Для обозначения людей гетеросексуальной ориентации используется термин «гетеросексуал», в разговорной же речи употребляются также слово «натурал» (от англ. natural — естественный, природный). Выражение «нормальная ориентация» подразумевает, что гетеросексуальные отношения являются нормой, а их альтернативы — отклонениями от этой нормы. Современная наука рассматривает все три сексуальные ориентации в качестве нормальных разновидностей сексуальных ориентаций человека. Система представлений, согласно которым гетеросексуальность рассматривается в качестве единственной естественной и морально и социально приемлемой формы сексуальности человека, называется гетеросексизмом.
Американский биолог Кинси в своих исследованиях человеческой сексуальности предложил шкалу сексуальности (так называемую шкалу Кинси), в которой в качестве одной из нескольких подшкал выступает гомо-/би-/гетеросексуальность, наряду с такими подшкалами, как гомо-/би-/гетеросоциальность, гомо-/би-/гетероэстетичность, гомо-/би-/гетероэротичность и др. — см. Исследования сексуальных предпочтений (Альфред Кинси).

### Гетеросексуальная ориентация и гетеросексуальное поведение
В связи с многозначностью термина «гетеросексуальность» в последнее время стало принято пользоваться уточняющими или более узкими терминами, — например, говорить о гетеросексуальной ориентации или гетеросексуальном поведении, о гетеросексуальности в целом (как явлении) или о гетеросексуальности как точке на подшкале «сексуальность» шкалы Кинси — за исключением ситуаций, когда смысл термина «гетеросексуальность» ясен из контекста.

## Демография
Гетеросексуальная активность только между одним мужчиной и одной женщиной является наиболее распространённым типом социосексуальной активности. Согласно нескольким крупным исследованиям, от 89 % до 98 % людей имели только гетеросексуальные контакты в течение своей жизни. Но этот процент падает до 79—84 %, когда сообщается об однополом влечении и поведении одного или обоих полов.
Исследование 1992 года показало, что 93,9 % мужчин в Великобритании всегда имели гетеросексуальный опыт, в то время как во Франции этот показатель составлял 95,9 %. Согласно опросу 2008 года, 85 % британцев имеют только разнополые сексуальные контакты, в то время как только 94 % британцев идентифицируют себя как гетеросексуальные. Аналогично опрос британского управления национальной статистики (ONS) в 2010 году показал, что 95 % британцев идентифицировали себя как гетеросексуалы, 1,5 % британцев идентифицировали себя как гомосексуалы или бисексуалы, а последние 3,5 % дали более расплывчатые ответы, такие как «не знаю», «другие», или не ответили на вопрос. В Соединённых Штатах, согласно отчёту института Уильямса в апреле 2011 года, 96 % или приблизительно 250 миллионов взрослого населения являются гетеросексуалами. Опрос Гэллапа в октябре 2012 года предоставил беспрецедентную демографическую информацию о тех, кто идентифицирует себя как гетеросексуалов, придя к выводу, что 96,6 %, с погрешностью ±1 %, всех взрослых в США идентифицируют себя как гетеросексуалы. Результаты Гэллапа показывают:
| Возраст/Пол    | Гетеросексуалы | Не гетеросексуалы | Не знают/Отказываются |
| -------------- | -------------- | ----------------- | --------------------- |
| 65+            | 91,5 %         | 1,9 %             | 6,5 %                 |
| 50—64          | 93,1 %         | 2,6 %             | 4,3 %                 |
| 30—49          | 93,6 %         | 3,2 %             | 3,2 %                 |
| 18—29, мужчина | 92,1 %         | 4,6 %             | 3,3 %                 |
| 18—29, женщина | 88,0 %         | 8,3 %             | 3,8 %                 |
| 18—29          | 90,1 %         | 6,4 %             | 3,5 %                 |

В опросе 2015 года участвовало около 1000 человек из США, где 89 % опрошенных определили как гетеросексуальные, 4 % как гомосексуалы (2 % гомосексуальных мужчин и 2 % гомосексуальных женщин) и 4 % как бисексуалы (любого пола). Бейли и другие в своем обзоре за 2016 год заявили, что в последних западных опросах около 93 % мужчин и 87 % женщин идентифицируют себя как полностью гетеросексуальные, а около 4 % мужчин и 10 % женщин-как в основном гетеросексуальные.

## Академическое исследование

### Биологические и экологические факторы
Ни один простой и единственный детерминант сексуальной ориентации не был убедительно продемонстрирован, но учёные считают, что сочетание генетических, гормональных и экологических факторов определяет сексуальную ориентацию. Они отдают предпочтение биологическим теориям для объяснения причин сексуальной ориентации, поскольку существует значительно больше доказательств, подтверждающих несоциальные, биологические причины, чем социальные, особенно для мужчин.
Факторы, связанные с развитием гетеросексуальной ориентации, включают в себя гены, пренатальные гормоны и структуру мозга, а также их взаимодействие с окружающей средой.

### Пренатальные гормоны
Нейробиология маскулинизации мозга достаточно хорошо изучена. Эстрадиол и тестостерон, который катализируется ферментом 5α-редуктазой в дигидротестостерон, действуют на рецепторы андрогенов в головном мозге, чтобы маскулинизировать его. Если рецепторов андрогенов мало (люди с синдромом нечувствительности к андрогенам) или их слишком много (женщины с врождённой гиперплазией надпочечников), то возможны физические и психологические эффекты. Было высказано предположение, что результатом этого процесса является как мужская, так и женская гетеросексуальность. В этих исследованиях гетеросексуальность у женщин связана с более низкой степенью маскулинизации, чем у лесбиянок, хотя при рассмотрении мужской гетеросексуальности имеются результаты, подтверждающие как более высокую, так и более низкую степень маскулинизации, чем у гомосексуалов.

### Животные и размножение
Половое размножение в животном мире облегчается за счёт половой активности противоположного пола, хотя есть также животные, которые размножаются бесполым путём, включая простейших и низших беспозвоночных[значимость факта?].

## Гетеросексуальное поведение
Гетеросексуальное поведение проявляется в следующих формах: добрачный секс, эмоциональное влечение к партнёру противоположного пола, супружеский секс, альтернативные формы брака (например, триады), внебрачный секс и секс между людьми, не состоящими в браке.

### Сексуальная техника гетеросексуалов
На протяжении длительного периода в обществе господствовало представление о вагинальном сексе как единственном нормальном способе сексуальных отношений. XX век характеризуется снижением репродуктивного императива и возрастанием общественного принятия секса как способа получения удовольствия безотносительно целей зачатия.
Формы гетеросексуальных половых отношений многообразны. В частности, сексуальная техника гетеросексуалов в значительной мере определяется индивидуальными предпочтениями партнёров, выбором техники, удовлетворяющей обоих.
К сексуальным техникам относятся: любовные игры и ласки, стимуляция гениталий, совокупление или коитус, орально-генитальный секс, анальный секс и другие. Под любовными ласками обычно подразумевают любую активность, отличающуюся от непосредственно полового акта. Также используется термин «предварительные ласки». Ласками партнёры сообщают о готовности к сексу, доставляют друг другу чувственное удовольствие. Ласки состоят из прикосновений рук, поцелуев.

## Гетеронормативность
Гетеронормативность — мировоззрение, при котором гетеросексуальность понимается как социальная норма сексуального поведения человека. При таком понимании рассматривается исключительно бинарное деление человечества на два пола, при котором приписанный при рождении пол полностью совпадает с гендерной идентичностью человека. Гетеронормативность предполагает бинарную оппозицию мужского и женского, в связи с чем только в рамках гетеронормативности имеет смысл говорить о «противоположном гендере».
Гетеросексизм — система взглядов и убеждений, основанная на идеях о гетеронормативности и предполагающая гетеросексуальность единственно естественной и морально и социально приемлемой формой сексуальности человека. Не все гетеросексуалы разделяют такую идеологию, поэтому гетеросексуальность сама по себе не предполагает гетеросексизм. Гетеросексизм не следует смешивать с гетероцентризмом. Гетероцентризм — это (часто подсознательное) предположение или допущение, что каждый из людей, с которым индивид имеет дело, является гетеросексуалом (если его/её ориентация заранее не известна), и вытекающие из этого предположения формы общения.